# علی‌اکبر (نام کوچک)
علی‌اکبر نامی کوچک در زبان عربی برای مردان است. افراد شاخص با این نام از این قرارند:
- علی‌اکبر، از کشتگان واقعه کربلا
- علی‌اکبر دهخدا، دانشمند زبان‌شناس ایرانی و نویسنده لغت‌نامه دهخدا
- علی‌اکبر ولایتی، وزیر امور خارجه پیشین ایران و مشاور علی خامنه‌ای
- علی‌اکبر شهنازی
- علی‌اکبر شیدا
- علی‌اکبر ناطق‌نوری
- علی‌اکبر داور
- علی‌اکبر صنعتی
- علی‌اکبر سعیدی سیرجانی
- علی‌اکبر سیاسی
- علی‌اکبر فیاض
- علی‌اکبر استاداسدی
- علی‌اکبر مرادی
- علی‌اکبر کاوه
- علی‌اکبر شیرودی
- علی‌اکبر کاوه
- علی‌اکبر درخشانی
- سید اکبر پرورش
- سید علی‌اکبر گلستانه
- میرزا علی‌اکبر صابر
- علی‌اکبر محتشمی‌پور
- علی‌اکبر عبدالرشیدی
- علی‌اکبر جوانفکر، مشاور رئیس جمهور در دوران زمام‌داری محمود احمدی‌نژاد
- علی‌اکبر کنی‌پور
- علی اکبر سلیمی جهرمی
- علی‌اکبر معین‌فر
- علی‌اکبر پگاه قزوینی
- سید علی‌اکبر فال اسیری
- علی‌اکبر موسوی خوئینی
- شیخ علی‌اکبر الهیان سمامی
- علی‌اکبر آقایی مغانجویی
- علی‌اکبر عبدالعلی‌زاده
- آقا علی‌اکبر خان فراهانی
- علی اکبر شعبانی فرد جهرمی
- علی‌اکبر محرابیان
- علی‌اکبر رائفی‌پور